# Karl Kanhäuser
Karl Kanhäuser (* 18. Juli 1900 – 31. Dezember 1945) war ein österreichischer Fußballspieler. Der Mittelstürmer wurde 1922 mit dem Sport-Club österreichischer Meister.

## Karriere
Karl Kanhäuser war einer der drei Kanhäuser-Brüder, die maßgeblich zu einer der erfolgreichsten Ären des Wiener Sport-Clubs beitrugen. Er wurde nach dem Ersten Weltkrieg erstmals ab 1919 Stammspieler als Mittelstürmer, wobei Bruder Edi (* 18. September 1901 – 22. Mai 1944) bereits Einsergoalie war und auch sein Bruder Hans (* 19. September 1897 – 27. August 1959) auf der Verbinderposition Platz gefunden hatte. 1921 standen alle drei erstmals gemeinsam im ÖFB-Cup-Finale, welches allerdings an die Amateure ging. Ein Jahr später konnte 1921/22 erstmals der Meistertitel nach Dornach geholt werden und 1923 gewann Karl Kanhäuser letztlich auch den Cup.
Karl Kanhäuser kam in der erfolgreichen Sport-Club-Zeit zwischen 1921 und 1924 auch insgesamt zu fünf Einsätzen in der österreichischen Nationalmannschaft. Sein Debüt gab er gegen Schweden am 26. März 1921. Seinen eindrucksvollsten Auftritt hatte er wohl am 20. Mai 1924, als er beim 4:1-Sieg über Rumänien drei Tore schoss.
Im aufkommenden Zeitalter des Profifußballs wurde er so zu einem umworbenen Spieler. Während der ersten Saison der neuen tschechoslowakischen Profi-Liga 1925 wurde er von dem vom ehemaligen österreichischen Nationalspieler Robert Cimera trainierten DFC Prag verpflichtet. Für die blau-weißen Prager blieb Karl Kanhäuser noch über ein Jahrzehnt aktiv. Nachdem weitere Einberufungen für Österreich ausblieben, bemühte er sich um die tschechoslowakische Staatsbürgerschaft, die er am 20. März 1931 erwarb. Folglich lief er in der tschechoslowakischen Nationalmannschaft 1931 noch gegen Ungarn auf und gab kurze Zeit später einen überraschenden Auftritt gegen Österreich im Europapokal der Nationalmannschaften, der mit einem 1:2 aber nicht von Erfolg gekrönt war.
Gegen Ende des Zweiten Weltkriegs wurde Kanhäuser, der mit seiner Familie weiter in Prag lebte, zur Wehrmacht einberufen und in Jugoslawien eingesetzt. Seitdem galt er als vermisst. Per Beschluss Landesgericht Wien wurde der Todestag mit 31. Dezember 1945 amtlich festgelegt. Sein Bruder Edi fiel bereits im Mai 1944 in der Schlacht um Monte Cassino.

## Erfolge
- 1 × österreichischer Meister: 1922
- 1 × Österreichischer Cupsieger: 1923
- 2 × Tschechoslowakischer Amateurmeister 1931, 1933
- 8 × Meister DFV der ČSAF: 1926, 1927, 1928, 1929, 1931, 1932, 1933, 1937

- 5 Spiele und 3 Tore für die österreichische Fußballnationalmannschaft von 1921 bis 1924
- 2 Spiele für die tschechoslowakische Fußballnationalmannschaft 1931